# 세계를 그의 품안에
세계를 그의 품안에(The World In His Arms)는 미국에서 제작된 라울 월쉬 감독의 1952년 액션, 모험 영화이다. 그레고리 펙 등이 주연으로 출연하였고 애론 로젠버그 등이 제작에 참여하였다.

## 출연

### 주연
- 그레고리 펙
- 앤 블라이스

### 조연
- 앤서니 퀸
- 존 맥킨타이어
- 칼 에스몬드
- 앤드리아 킹
- 유지니 레온토비치
- 한스 콘리드
- 리스 윌리엄스
- 시그 루먼
- 그레고리 가에
- 브라이언 포브스
- 헨리 컬키
- 그렉 바턴
- 프랭크 체이스
- 위 윌리 데이비스
- 칼 하보그
- 샐 라몬트
- 그렉 마르텔
- 레오 모스토보이
- 폴 뉴랜
- 터도 오웬
- 밀리센트 패트릭
- 딕 리치
- 이브 휘트니

## 제작진
- 세트: 러셀 A. 고스맨
- 세트: 줄리아 헤론
- 의상: 빌 토머스